# Sainte-Baume

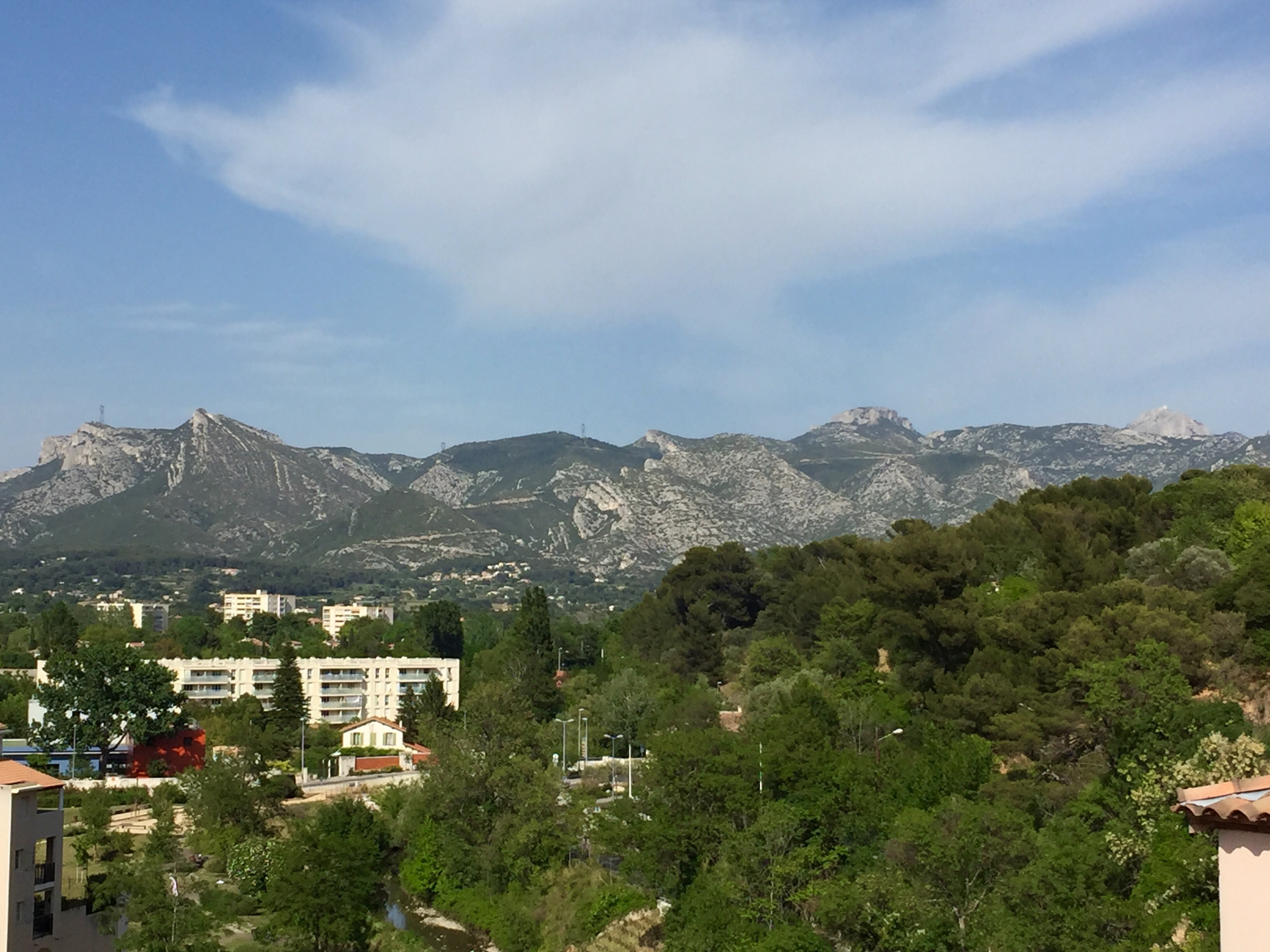
Massif de la Sainte-Baume

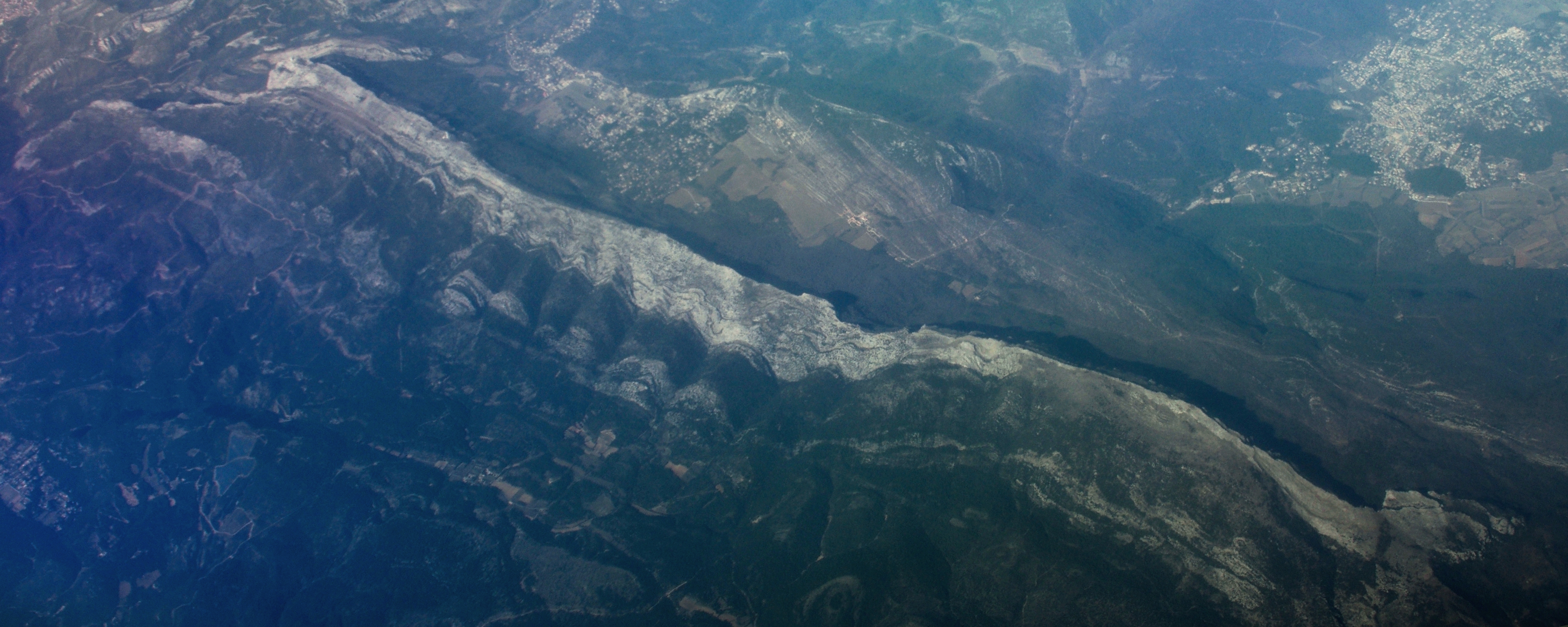
Vista aérea de Sainte-Baume

Sainte-Baume (em provençal: Massís de la Santa Bauma de acordo com a ortografia clássica e La Santo Baumo de acordo com a ortografia mistral) é uma cordilheira que se espalha entre os departamentos de Bouches-du-Rhône e Var, no sul da França. Seu cume tem 1147 metros de altitude.

## História

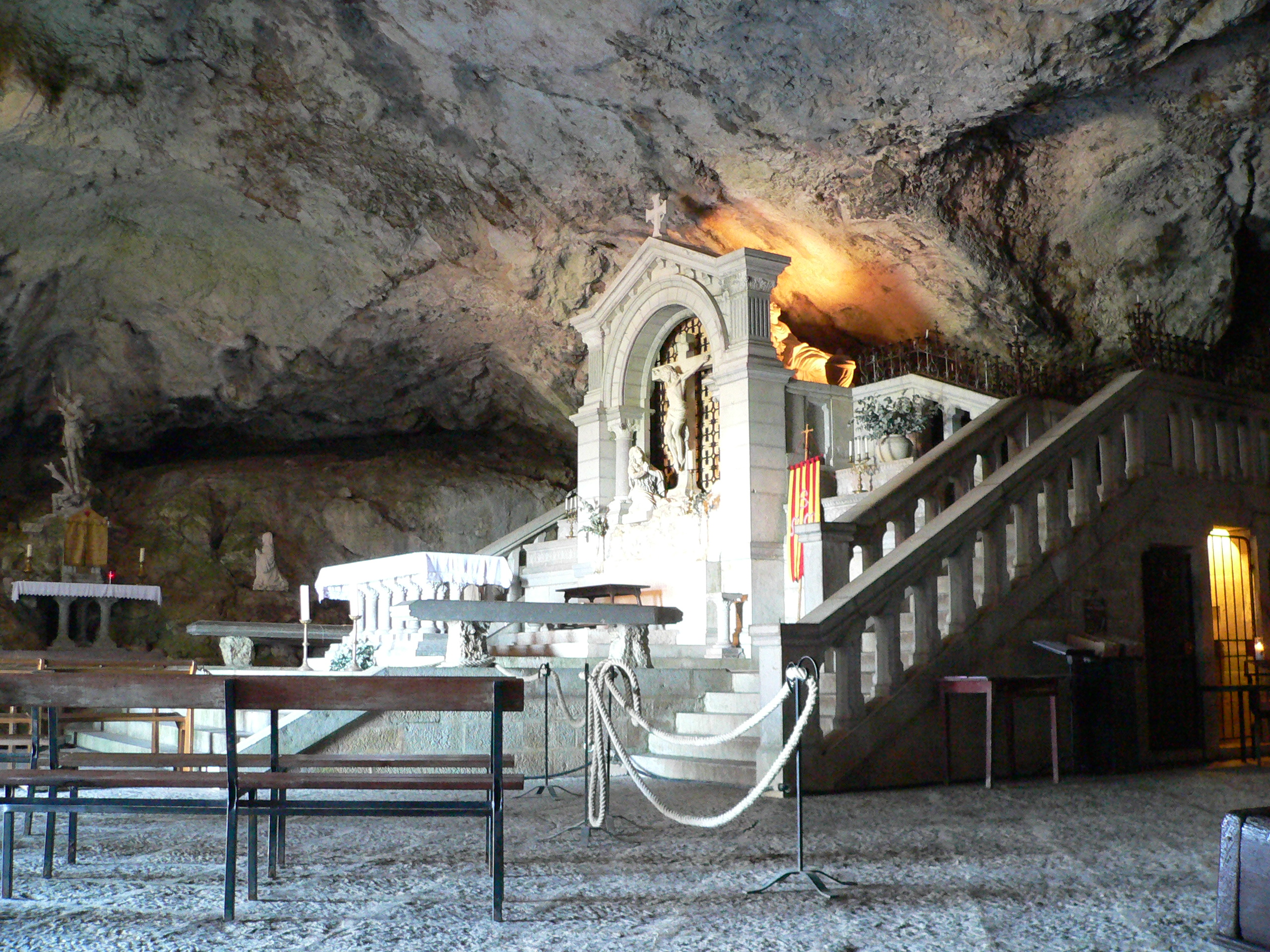
Gruta Sainte Baume

João Cassiano estabeleceu um priorado em Saint-Baume no início do século V.

### Gruta de Maria Madalena
Segundo a tradição da Provença, Maria Madalena, Lázaro de Betânia, Marcela e Maximino, um dos Setenta Discípulos e alguns companheiros, expulsos por perseguições da Terra Santa, atravessaram o Mediterrâneo em um frágil barco sem leme nem mastro e pousaram no lugar chamado Saintes-Maries-de-la-Mer perto de Arles. Lázaro veio para Marselha e converteu toda a Provença. Diz-se que Madalena se retirou para uma caverna em uma colina perto de Marselha, La Sainte-Baume ("Caverna Sagrada", baumo em provençal), onde se entregou a uma vida de oração e contemplação. A caverna é agora um local de peregrinação cristã.
Luís IX da França visitou a gruta em 1254. O local estava sob a administração dos dominicanos quando foi saqueado durante a Revolução Francesa. Posteriormente, eles retornaram em 1859 a pedido de Jean-Baptiste Henri Lacordaire.

Em 1941, um albergue e uma escola foram estabelecidos para servir de refúgio aos que fugiam da perseguição nazista.